# Carl Bertelsen
Carl Bertelsen (Haderslev, 15 novembre 1937 – 11 giugno 2019) è stato un calciatore danese, di ruolo attaccante.